# × Serapicamptis
× Serapicamptis là một chi thực vật có hoa trong họ Lan.